# Saint-Sauveur (Vienne)
Pour les articles homonymes, voir Saint-Sauveur.
Saint-Sauveur est une ancienne commune du Centre-Ouest de la France, située dans le département de la Vienne (région en région Nouvelle-Aquitaine, devenue le 1er janvier 2016 une commune déléguée au sein de la commune nouvelle de Senillé-Saint-Sauveur.

## Géographie

### Localisation
Saint-Sauveur est située à 5 km au sud-est de Châtellerault, la plus grande ville à proximité.
Le bourg est entouré par Senillé, Oyré et Châtellerault.
| - OpenStreetMap Limite communale |

### Géologie et relief
La commune présente un paysage de plaines vallonnées plus ou moins boisées et de vallées.
Le terroir se compose :
- de terres fortes pour 26 % et de bornais (ce sont des sols brun clair sur limons, profonds et humides, à tendance siliceuse) pour 43 % sur les plateaux du seuil du Poitou ;
- de champagnes ou aubues (ce sont des sols gris clair, argilo-limoneux, sur craie et donc calcaires) pour 18 % sur les collines calcaires ;
- de tuffeau jaune pour 12 % sur les collines et dépressions sableuses des bordures du Bassin parisien ;
- de terres alluviales pour 1 % dans les vallées alluviales[1].

### Hydrographie
La commune est traversée par 10 km de cours d'eau. Les principaux sont:
- le ruisseau de Chaudet sur une longueur de 3,1 km,
- le ruisseau de l'étang Berland sur une longueur de 2 km,
- Le Moury sur une longueur de 1,5 km,
- Le Maury sur une longueur de 0,6 km.

### Climat
Le climat est océanique avec des étés tempérés.
D’une manière générale, le temps est assez sec et chaud pendant l’été, moyennement pluvieux en automne et en hiver avec des froids peu rigoureux.
La température moyenne est de 11 °C. Juillet est le mois le plus chaud (maximale absolue 40,8 °C en 1947). Janvier est le mois le plus froid  (minimale absolue – 17,9 °C en 1985). 9 °C à peine sépare les moyennes minimales des moyennes maximales (cette séparation est de 6 °C en hiver  et de 11 °C en été). L’amplitude thermique est de 15 °C.

### Voies de communication et transports
Les gares et les haltes ferroviaires les plus proches de Saint-Sauveur sont :
- la gare de Châtellerault à 7,3 km,
- la halte de Nerpuy à 10 km,
- la halte d'Ingrandes-sur-Vienne à 12 km,
- la halte de Naintré-les-Barres à 13,5 km,
- la halte de Dangé-Saint-Romain à 19 km.

Les aéroports et aérodromes proches de la commune sont :
- l'aéroport de Poitiers-Biard à 40 km,
- l'aéroport de Tours Val de Loire à 79,5 km,
- l'aéroport de Châteauroux-Centre à 96 km.

## Urbanisme et habitat
En 2011,selon l'Insee, le nombre de logements sur le territoire de la commune était de 457 dont 416 sont des résidences principales (soit 91 %) et 20 des résidences secondaires (soit 4 %).

## Histoire
L'existence d'une dizaine de stations préhistoriques de plein air atteste l'ancienneté de l'occupation humaine.
Les tracés encore visibles de deux chaussées gallo-romaines signent des voies antiques et l'on a retrouvé des fonds de villas gallo-romaines à Fontavilliers et aux Épinettes.
Le prieuré Antonin de Saint-Antoine de la Foucaudière a été fondé en 1349 par Adam de Soissons et son épouse Catherine de Chavanyers. En 1366, il a été érigé en commanderie.
La guerre de Cent Ans ravage le pays : en 1379, l'église et l'hôpital sont en ruines. La nef et le clocher sont reconstruits puis le chœur est achevé en 1493, au temps du commandeur Laurent Imbert.
Il est incendié en 1569, durant les guerres de religion, et en 1619, le commandeur Laurent Astruc commence les travaux de réhabilitation, mais la plus grande partie de la nef reste ruinée.
La commanderie de la Foucaudière est désertée en 1777. Après la Révolution, le bourg de Saint-Sauveur est reconstruit autour de l'ancienne commanderie. L'église, devenue paroissiale, est rétablie sous le double vocable de Saint-Sauveur et de Saint-Antoine.

## Politique et administration

### Intercommunalité
Saint-Sauveur dépend de la sous-préfecture de la Vienne à Châtellerault.
Depuis 2015, Saint-Sauveur est dans le canton de Châtellerault-3 (n°4) du département de la Vienne. Avant la réforme des départements, Saint-Sauveur était dans le canton n°3 de Chatellerault Nord dans la 4e circonscription.
La commune de Senillé, qui comptait 760 habitants, a été rattaché à Saint-Sauveur depuis le 1er janvier 2016 pour former une nouvelle commune : Senillé-Saint-Sauveur. La commune de Saint-Sauveur devient commune déléguée au sein de Senillé-Saint-Sauveur (commune nouvelle).

### Liste des maires
| Période                                  | Période       | Identité          | Étiquette | Qualité |
| ---------------------------------------- | ------------- | ----------------- | --------- | ------- |
| Les données manquantes sont à compléter. |               |                   |           |         |
| avant 1981                               | ?             | Philippe Baranger |           |         |
| mars 2001                                | décembre 2015 | Gérard Pérochon   |           |         |

### Instances judiciaires et administratives
La commune relève du tribunal d'instance de Poitiers, du tribunal de grande instance de Poitiers, de la cour d'appel  de Poitiers, du tribunal pour enfants de Poitiers, du conseil de prud'hommes de Poitiers, du tribunal de commerce de Poitiers, du tribunal administratif de Poitiers et de la cour administrative d'appel  de  Bordeaux, du tribunal des pensions de Poitiers, du tribunal des affaires de la Sécurité sociale de la Vienne, de la cour d’assises de la Vienne.

### Services publics
Les réformes successives de La Poste ont conduit à la fermeture de nombreux bureaux de poste ou à leur transformation en simple relais. Toutefois, la commune a pu maintenir le sien.

#### Traitement des déchets et économie circulaire
La commune accueille l'une des cinq installations de stockage de déchets non dangereux d'une capacité de 120 000 tonnes. La capacité des cinq sites est de 474 000 tonnes en 2011.

## Population et société

### Démographie
L'évolution du nombre d'habitants est connue à travers les recensements de la population effectués dans la commune depuis 1793. À partir du 1er janvier 2009, les populations légales des communes sont publiées annuellement dans le cadre d'un recensement qui repose désormais sur une collecte d'information annuelle, concernant successivement tous les territoires communaux au cours d'une période de cinq ans. 
Pour les communes de moins de 10 000 habitants, une enquête de recensement portant sur toute la population est réalisée tous les cinq ans, les populations légales des années intermédiaires étant quant à elles estimées par interpolation ou extrapolation. Pour la commune, le premier recensement exhaustif entrant dans le cadre du nouveau dispositif a été réalisé en 2005,.
En 2013, la commune comptait 1 073 habitants, en évolution de +1,51 % par rapport à 2008 (Vienne : +1,68 %, France hors Mayotte : +2,49 %).
| 1793 | 1800 | 1806 | 1821 | 1831 | 1836 | 1841 | 1846 | 1851 |
| ---- | ---- | ---- | ---- | ---- | ---- | ---- | ---- | ---- |
| 266  | 354  | 346  | 647  | 661  | 804  | 832  | 812  | 760  |

| 1856 | 1861 | 1866 | 1872 | 1876 | 1881 | 1886 | 1891 | 1896 |
| ---- | ---- | ---- | ---- | ---- | ---- | ---- | ---- | ---- |
| 801  | 780  | 789  | 788  | 686  | 705  | 735  | 752  | 737  |

| 1901 | 1906 | 1911 | 1921 | 1926 | 1931 | 1936 | 1946 | 1954 |
| ---- | ---- | ---- | ---- | ---- | ---- | ---- | ---- | ---- |
| 671  | 742  | 746  | 710  | 697  | 712  | 668  | 703  | 736  |

| 1962 | 1968 | 1975 | 1982 | 1990  | 1999 | 2005  | 2010  | 2013  |
| ---- | ---- | ---- | ---- | ----- | ---- | ----- | ----- | ----- |
| 688  | 597  | 649  | 874  | 1 006 | 947  | 1 046 | 1 063 | 1 073 |

La densité de population de la commune est de 33 hab./km2. Celle du département est  de 61 hab./km2. Elle est de 68 hab./km2 pour la région Poitou-Charentes et de 115 hab./km2 pour la France (INSEE- 2008).
La commune appartient à une zone de faible dynamisme démographique qui concerne une partie des membres de la communauté d’agglomération du pays châtelleraudais. L’évolution moyenne annuelle  a été, de 1999 à 2006, de 0,90 % contre 1,32 % pour la communauté d’agglomération de Poitiers. Ceci s’explique par la crise économique qui touche le secteur industriel très représenté dans la communauté d’agglomération du pays châtelleraudais .
Les dernières statistiques démographiques pour la commune ont été fixées en 2009 et publiées en 2012. Il ressort que la mairie administre une population totale de 1 077. À cela il faut soustraire les résidences secondaires (17 personnes) pour constater que la population permanente sur le territoire de la commune est de 1 060 habitants.
La répartition par sexe de la population est la suivante :
- en 1999 : 52,2 % d'hommes et 47,8 % de femmes.
- en 2005 : 51,5 % d'hommes et 48,5 % de femmes.
- en 2010 : 48,4 % d'hommes pour 51,6 % de femmes.

En 2005, selon l'Insee :
- Le nombre de célibataires était de 27,5 % dans la population.
- Les couples mariés représentaient 62,7% de la population,
- Les divorcés représentaient 4,8 % de la population,
- Le nombre de veuves et veufs était de 5 % à Saint-Sauveur.

### Enseignement
La commune dépend de l'académie de Poitiers (rectorat de Poitiers) et son école primaire publique dépend de l'inspection académique de la Vienne. Elle peut accueillir 96 élèves.

## Économie

### Agriculture
Selon la direction régionale de l'Alimentation, de l'Agriculture et de la Forêt de Poitou-Charentes, il n'y a plus que 24 exploitations agricoles en 2010 contre 33 en 2000.
Les surfaces agricoles utilisées ont diminué et sont passées de 2 342 hectares en 2000 à 2 252 hectares en 2010. 48 % sont destinées à la culture des céréales (blé tendre essentiellement mais aussi orges et maïs), 17 % pour les oléagineux (colza et tournesol), 1 % pour les protéagineux (61 % de ces surfaces sont réservées à la culture de pois), 18 % pour le fourrage et 6 % restent en herbe. En 2000, deux hectares (un en 2010) étaient consacrés à la vigne.
Six exploitations en 2010 (contre huit en 2000) abritent un élevage de bovins (817 têtes en 2010 contre 530 têtes en 2000). Trois exploitations en 2010 (contre quatre en 2000) abritent un élevage d'ovins (437 têtes en 2010 contre 863 têtes en 2000). L'élevage de caprins a  disparu au cours de cette décennie (849 têtes réparties sur trois fermes en 2000). Cette disparition est révélatrice de l’évolution qu’a connue, en région Poitou- Charente, cet élevage au cours des deux  dernières décennies: division par trois du nombre d’exploitations, augmentation des effectifs moyens par élevage (38 chèvres en 1988, 115 en 2000), division par dix des chèvreries de 10 à 50 chèvres qui représentaient 50 % des troupeaux en 1988, et multiplication par six des élevages de plus de 200 chèvres qui regroupent, en 2000, 45 % du cheptel. Cette évolution a principalement pour origine la crise de surproduction laitière de 1990-1991 qui, en parallèle des mesures incitatives, a favorisé des départs d’éleveurs en préretraite.
La commune abrite trois importants élevages de porcs : deux de 3 300 têtes environ et le troisième de 1 300 têtes.
Saint-Sauveur produit des melons de Haut Poitou (IGP). Selon une étude de la direction régionale de l'Alimentation, de l'Agriculture et de la Forêt, publiée en juin 2012, la surface consacrée à la culture du melon 3 810 hectares en Région Poitou-Charentes est de loin la plus importante de l'Hexagone (Midi-Pyrénées : 3 211 hectares ; Languedoc-Roussillon : 2 751 hectares ; PACA 2 525 hectares. Le melon est produit par 314 exploitations. La zone de culture du melon se situe dans le nord de la région, principalement sur une trentaine de communes de la Vienne dont Saint-Sauveur, et quatre communes en Deux-Sèvres. Un melon français sur quatre provient de Poitou-Charentes.
La transformation de la production agricole est de qualité et permet aux exploitants d’avoir droit, sous conditions, aux appellations et labels suivants :
- Chabichou du Poitou (AOC)
- Beurre de Charentes-Poitou (AOC)
- Beurre des Charentes (AOC)
- Beurre des Deux-Sèvres (AOC)
- Veau du Limousin (IGP)
- Agneau du Poitou-Charentes (IGP)
- Jambon de Bayonne (IGP)
- Melon du Haut-Poitou (IGP)
- Bœuf du Maine (IGP)

### Industries
Une entreprise de fabrication de meubles (BATH FOURNITURES ex. Technibois).

### Commerce
La commune possède encore trois commerces selon l'INSEE en 2012 : un salon de coiffure, un depot de pain et un ancien restaurant en cours de reaffectation

### Activité et emploi
Le taux d'activité était de  77,2 % en 2005 et 72,5 % en 1999.
Le taux de chômage en 2005 était de 8,3 % et en 1999, il était de 5,9 %.
Les retraités et les pré-retraités représentaient 18,8 % de la population en 2005 et 15,9 % en 1999.

## Culture locale et patrimoine

### Lieux et monuments

#### Patrimoine religieux
- L'église Saint-Antoine date des XVe et XVe siècles surplombe le bourg de Saint-Sauveur,  Classé MH (1910, 1913)[13].

Elle dépendait de la commanderie de la Foucaudière, fondée par l'ordre des Antonins en 1366.
Elle a été dévastée au cours de la guerre de Cent Ans. Elle est reconstruite en style gothique flamboyant. Elle est incendiée, au XVIe siècle, durant les guerres de religion. Elle est, alors, de nouveau restaurée, au début du XVIIe siècle. Elle est devenue église paroissiale après la Révolution sous le double vocable de Saint Sauveur et Saint Antoine. Une campagne de restauration a été réalisée entre 1967 et 1990.
L'entrée de l'édifice est précédée d'un porche monumental. Ce porche, soutenu par deux piliers sculptés, abrite un portail. Il est surmonté d'une accolade au-dessus de laquelle une niche à statue accueille saint Antoine tenant un livre.
La nef est composée d'une seule travée sombre et basse mais elle s'ouvre sur le chœur, haut et lumineux. C'est un des plus beaux exemples du gothique flamboyant dans la Vienne. La grande baie du chœur est garnie d'un vitrail représentant l'adoration des mages. :Le chevet plat domine le village de Saint-Sauveur. La sacristie est aussi voutée d'ogives. Au sud une chapelle se prolonge par ce qui reste des bâtiments du prieuré utilisés comme presbytère. Une porte permet d'accéder dans la partie orientale du cloître qui subsiste. La chapelle de la Vierge est construite sur une crypte. Le vitrail représente L'Annonciation.
À l'intérieur, il est possible de voir un beau retable du XVIIe siècle.
- L'ancienne commanderie de la Foucaudière,  Inscrit MH (1932, Le portail d'entrée et la tourelle d'angle)[15].

#### Patrimoine civil
- Des stations préhistoriques.
- Le site perché de Hupeloup-la-Foucaudière : vestiges énigmatiques d'une enceinte défensive antique et restes de monuments funéraires. Le portail et la tourelle sont inscrits comme Monument Historique depuis 1932.
- Des chaussées de voies romaines et des emplacements de villas.
- Le cimetière de Saint-Sauveur est classé comme monument historique depuis 1937.

#### Patrimoine naturel
Selon l'Inventaire des arbres remarquables de Poitou-Charentes, un arbre remarquable, un chêne rouvre, est situé dans le bois de Saint-Sauveur.
Les forêts de la Guerche et de La Groie qui couvrent 7 % de la surface communale sont classés comme zones naturelles d'intérêt écologique, faunistique et floristique (ZNIEFF).